# ラストダンス (映画)
『ラストダンス』（Last Dance）は、1996年のアメリカ合衆国のドラマ映画。監督はブルース・ベレスフォード、出演はシャロン・ストーンとロブ・モローなど。
女性死刑囚と彼女を救おうと奔走する弁護士との短くはかない恋を描いている。
主演のシャロン・ストーンは、ほとんどノーメイクで撮影に臨んだ。

## ストーリー
弁護士のリックは州の事務局長を務める兄のジョンから恩赦課の仕事をもらい、シンディ・リゲットという女性死刑囚を担当する事になった。
シンディは19歳の時、強盗殺人罪で死刑判決を受け、過去12年間で3回の死刑執行命令が出されたが、その度に控訴されて執行が停止されてきた。先日4回目の執行命令が出されたが、シンディは今度は何故か控訴しなかったため、1ヵ月後に死刑執行される事になった。
リックはシンディの事件の再調査を行って彼女の壮絶な過去を知り、何とか死刑執行を停止させようと奔走する。

## キャスト
| 役名               | 俳優                   | 日本語吹替 |
| ------------------ | ---------------------- | ---------- |
| シンディ・リゲット | シャロン・ストーン     | 杉村理加   |
| リック・ヘイズ     | ロブ・モロー           | 井上倫宏   |
| サム・バーンズ     | ランディ・クエイド     | 稲葉実     |
| ジョン・ヘイズ     | ピーター・ギャラガー   | 小杉十郎太 |
| 知事               | ジャック・トンプソン   | 佐々木敏   |
| ジル               | ジェーン・ブルック     |            |
| ビリー             | スキート・ウールリッチ |            |
| ダグ               | ドン・ハーヴェイ       |            |

その他、石川禅、山像かおり、坂東尚樹、佐藤しのぶ、品川徹、伊藤栄次、石塚理恵、後藤哲夫、渡辺美佐、寺内よりえ、星野充昭、深水由美、城山堅、谷川清美

## 作品の評価

### 映画批評家によるレビュー
Rotten Tomatoesによれば、23件の評論のうち高評価は30%にあたる7件で、平均点は10点満点中5.2点となっている。

### 受賞歴
主演のシャロン・ストーンは、第17回ゴールデンラズベリー賞で最低新人賞にノミネートされた。なお「新シリアス版シャロン・ストーン」としてのノミネートであり、対象作品は本作と『悪魔のような女』の2作である。